# Dusitanové komplexy kovů

Hexanitritokobaltitan sodný, sůl komplexního aniontu [Co(NO_{2})_{6}]^{3−}

Dusitanové komplexy kovů jsou komplexní sloučeniny obsahující jeden nebo více dusitanových (NO −
2 ) ligandů.
Syntetické dusitanové komplexy jsou předměty pouze akademického zájmu, tento druh komplexů se ale vyskytuje také v některých enzymech účastnících se koloběhu dusíku.

## Struktura

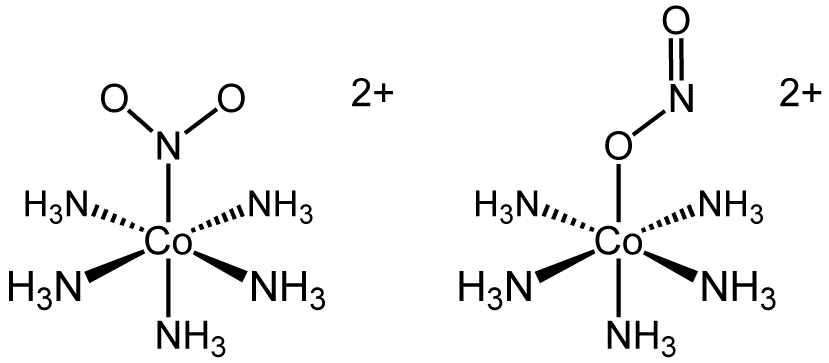
Struktura dvou vazebných izomerů chloridu nitropentaamminkobaltitého ([Co(NH_{3})_{5}(NO_{2})]^{2+})

### Vazby
Mnoho dusitanových ligandů má tři vazebné izomery, kde jeden je vázán přes O, druhý přes N a třetí bidentátně přes O,O. U pentamminkobaltitých komplexů byly zjištěny první dva, [(NH3)5Co-NO2]2+ (N-nitrito) a [(NH3)5Co-ONO]2+ (O-nitrito). První forma bývá někdy nazývána nitro a druhá nitrito. Některé dusitanové komplexy, například [Cu(bipy)2(O2N)]NO3 (bipy je 2,2′-bipyridylový ligand), mají chelatační účinky.
O-vázané a N-vázané jednokovové komplexy se chovají jako jednoelektronové pseudohalogenidy (X-ligandy). Bidentátní O,O-vázané sloučeniny mají L-X ligandy, podobné karboxylátům.
Podle teorie HSAB jsou N-vázané komplexy častější u měkčích kovů. O- a O,O-bidentátní vazby se vyskytují u tvrdých ligandů, na Lewisovsky kyselých kovových centrech.
Kineticky výhodný O-vázaný izomer [(NH3)5Co-ONO]2+ se dá přeměnit na [(NH3)5Co-NO2]2+. Jeho reakcí s železitými porfyrinovými sloučeninami vzniká O-vázaný komplex Fe(porph)ONO. Přidání donorových ligandů na tento komplex způsobí tvorbu oktaedrického nízkospinového izomeru, který funguje jako Lewisova kyselina. Dusitan se izomeruje na N-vázaný izomer, Fe(porph)NO2(L).
Izomerizace [(NH3)5Co-ONO]2+ na [(NH3)5Co-NO2]2+ probíhá vnitromolekulárně.

### Homoleptické komplexy

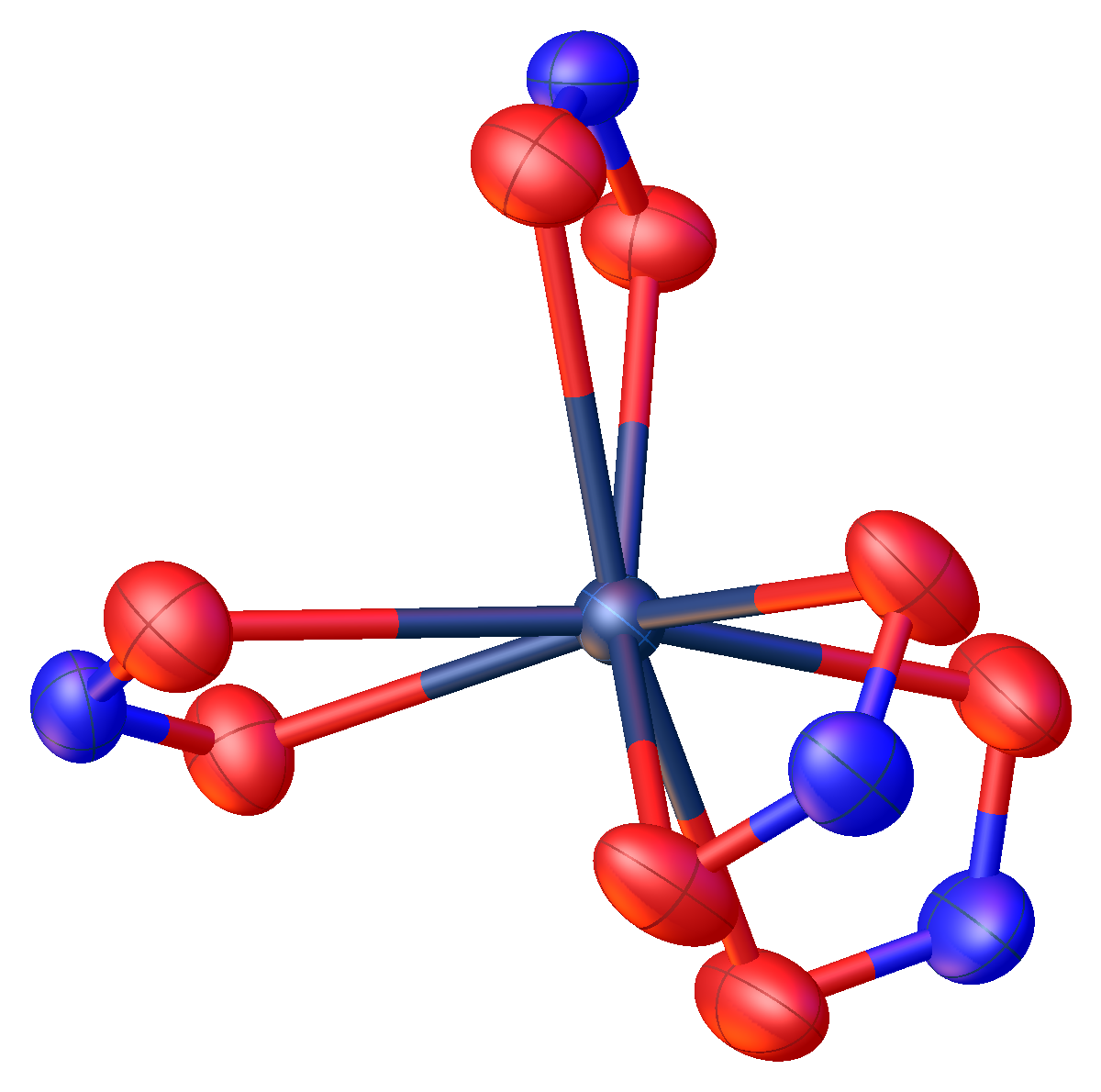
[Cd(NO_{2})_{4}]^{2−} centrum draselné soli (O červeně, N modře

Několik homoleptických (obsahujících ligandy jediného druhu) dusitanových komplexů bylo zkoumáno rentgenovou krystallografií. Patří k nim oktaedrické komplexy [M(NO2)6]3− (M = Co, Rh). Čtvercové homoleptické komplexy jsou známy také u Pt2+ a Pd2+. Draselné soli [M(NO2)4]2− (M = Zn, Cd) obsahují čtyři O,O-bidentátní dusitanové ligandy.

## Příprava
Dusitanové komplexy se nejčastěji připravují podvojnými záměnami pomocí dusitanů alkalických kovů, například dusitanu sodného. Při neutrálním pH se dusitany vyskytují převážně jako anionty.
Nitrosylkomplexy se v zásaditých roztocích hydrolyzují za tvorby dusitanových komplexů, což lze ukázat například na nitroprusidech:
[Fe(CN)5NO]2− + 2 OH- → [Fe(CN)5NO2]4− + H2O

## Reakce
Některé aniontové komplexy se působením kyselin deoxygenují za vzniku nitrosylů;
[LnMNO2]- + H+ → [LnMNO]+ + OH−
někdy jsou takové reakce vratné a zásaditou hydrolýzou elektrofilního nitrosylu lze získat zpět dusitanový komplex.
Nitrokomplexy mohou katalyzovat oxidace alkenů.

### Bioanorganická chemie
Dusitanové komplexy se účastní koloběhu dusíku, kde se mezi sebou přeměňují amoniak a dusičnany. Samotné dusitany nevstupují snadno do redoxních reakcí, ale jejich komplexy s kovy jsou reaktivnější.

#### Oxidace na dusičnany
Enzym nitritoxidoreduktáza, obsahující molybden, katalyzuje oxidaci dusitanů na dusičnany:
NO −
2  + H2O → NO −
3  + 2 H+

#### Redukce
Hemový enzym nitritreduktáza přeměňuje dusitany na amoniak. Katalytický cyklus začíná redukcí dusitanového komplexu železa na nitrosylový komplex.
Cu-nitritreduktáza (CuNIR) katalyzuje 1elektronovou redukci dusitanů na oxid dusnatý. Navržený mechanismus spočívá v protonaci komplexu κ2O,O-NO2-Cu+. Poté nastává štěpení vazby N–O, kterým se vytváří HO–Cu–ON centrum, obsahující oxid dusnatý navázaný na měďnatý ion přes O (jako isonitrosyl).